# 배신의 계절 (영화)
《배신의 계절》(영어: Betrayed)은  미국에서 제작된 코스타가브라스 감독의 1988년 첩보 스릴러 영화이다. 데브라 윙어, 톰 베런저 등이 출연하고, 어윈 윙클러 등이 제작에 참여하였다.

## 출연
- 데브라 윙어
- 톰 베런저
- 존 허드
- 베치 블레어
- 존 머호니
- 테드 러바인
- 제프리 더먼
- 데이비드 클레넌
- 리처드 리버티니
- 티머시 허턴

## 기타 제작진
- 배역: 메리 골드버그
- 미술: 퍼트리치아 본브랜던스타인
- 의상: 조 I. 톰프킨스